# New Palestine
New Palestine è una cittadina degli Stati Uniti d'America situata nella contea di Hancock, in Indiana. Fondata il 1º ottobre 1838, i primi insediamenti consistettero in 15 case e 36 appezzamenti di terreno.